# NGC 7665
NGC 7665 (другие обозначения — PGC 71474, MCG -2-59-19, IRAS23246-0939) — галактика в созвездии Водолей.
Этот объект входит в число перечисленных в оригинальной редакции «Нового общего каталога».